# 바이러스 복제
바이러스 복제는 바이러스가 침투한 숙주의 세포안에서 스스로를 복제하는 것이다. 바이러스는 감염을 통해 숙주 세포 안으로 침투하여 스스로의 유전체를 복제한다. 이렇게 복제된 유전체들은 새로운 바이러스 개체가 되어 숙주 세포의 몸 밖으로 나가 새로운 숙주로 향한다. 세상에는 수 많은 다양한 바이러스가 있기 때문에 바이러스 복제의 형식과 과정 역시 매우 다양하다. 바이러스는 유전체의 종류에 따라 RNA 바이러스와 DNA 바이러스로 구분할 수 있는데 대부분의 DNA 바이러스는 숙주의 세포핵과 결합하고 대부분의 RNA 바이러스는 세포질에서 복제된다.

## 개요
바이러스는 숙주 세포의 에너지와 대사활동을 가로 채 자신의 복제에 이용하기 때문에 살아있는 세포 안에서만 복제될 수 있다.
바이러스 복제는 다음의 과정을 거친다.;
1. 흡착: 바이러스가 숙주 세포의 표면에 달라 붙는다.
2. 침입: 바이러스가 숙주 세포 안으로 들어간다.
3. 유전체 방출: 숙주 세포 안에 바이러스의 유전체가 방출된다.
4. 전사와 mRNA 생성: 방출된 바이러스의 유전체는 숙주 세포 안에서 원래 작동되고 있던 유전자 발현 과정에 끼어들어 자신의 유전체가 전사되도록 한다.
5. 바이러스 구성체 형성: 숙주의 리보솜과 골지체를 통해 바이러스 구성체가 형성된다.
6. 바이리온: 숙주의 유전자 발현을 이용해 만든 구성체들이 조합되어 새로운 바이러스가 된다. 단독 입자 형태를 갖춘 바이러스는 바이리온(Virion)이라고 부른다.
7. 방출: 바이러스의 복제 과정은 숙주 세포가 갖고 있는 에너지와 자원을 이용하여 진행되고 이렇게 만들어진 새롭게 복제된 바이러스는 숙주 세포 밖으로 방출된다. 이 과정에서 숙주 세포는 파괴된다.

## 종류에 따른 복제 방식
바이러스는 유전체의 종류에 따라 7 종류로 구분되며 이들 각각의 종류들은 저마다 독특한 복제 전략을 가지고 있다. 노벨상 수상자인 데이비드 볼티모어는 바이러스를 구분하는 바이러스 분류 방법인 볼티모더 분류법을 개발하였다. 이 방식은 바이러스를 유전체의 종류에 따라 구별한 것으로 로마  숫자를 이용하여 I, II, III, IV, V, VI, VII로 바이러스의 종류를 구분한다. 이렇게 묶인 바이러스 종류는 다른 생물의 계통 분류 개념을 도입하면 과에 해당한다. 볼티모어 분류법은 과 단계에서만 유효하고 그 아래 단계인 속에 대한 분류는 다른 기준이 필요하다.
- I: dsDNA 바이러스(겹가닥 DNA 바이러스) - 아데노바이러스, 헤르페스바이러스, 마마바이러스 등
- II: ssDNA 바이러스(외가닥 DNA 바이러스) - 파르보바이러스 등
- III: dsRNA 바이러스(겹가닥 RNA 바이러스) - 레오바이러스 등
- IV: (+)ssRNA 바이러스(양성-극성 외가닥 RNA 바이러스) - 피코르나바이러스, 토가바이러스 등
- V: (−)ssRNA 바이러스(음성-극성 외가닥 RNA 바이러스) - 오르토믹소바이러스, 라브도바이러스 등
- VI: ssRNA-RT 바이러스(외가닥 RNA-RT 바이러스) - 레트로바이러스 등
- VII: dsDNA-RT 바이러스(겹가닥 DNA-RT 바이러스) - 헤파드나바이러스 등

종류에 따른 복제 방식은 아래와 같다.

### DNA 바이러스
DNA 바이러스의 대부분은 숙주 세포의 세포핵으로 침투하여 숙주의 세포 활동을 자신의 복제를 위해 이용한다. 볼티모어 분류법에서 I과 II가 DNA 바이러스에 속한다.
- I: 겹가닥 DNA 바이러스

이 종류의 바이러스는 복제를 위해 반드시 숙주 세포의 세포핵에 침입해야 한다. 이 가운데 몇몇은 복제 과정에 숙주 세포의 DNA 중합효소가 필요하다. 한편, 아데노바이러스와 같은 것은 스스로를 복제할 인자가 바이러스 자체에 포함되어 있기도 하다. 그러 이 경우에도 바이러스 복제는 숙주 세포의 세포 주기에 따른 활동이 종류의 바이러스는 숙주의 세포 분열 과정에 끼어들어 마치 암과 같이 숙주 세포를 악성 전환시킨다. 그 결과 숙주 세포는 분열 대신 바이러스 복제에 에너지와 자원을 사용하게 된다.
이 종류에 속하지만 세포핵 안에서 복제하지 않는 것으로는 척추동물을 감염시키는 폭스바이러스 한 종류만이 알려져 있다.
- II: 외가닥 DNA 바이러스

외가닥 DNA 바이러스의 성질에 대해서는 아직 밝혀지지 않은 부분이 많지만 척추동물이 흔히 감염되는 바이러스 가운데 하나이다. 두 종류의 바이러스 복제 방식이 연구되어 있으며 모두 숙주 세포의 세포핵 내에서 복제된다. 이 종류에 속하는 토크 테노 바이러스는 거의 모든 사람의 몸 전체에서 발견되지만 특별히 증상을 일으키지는 않는다.

### RNA 바이러스
볼티모어 분률법에서 III, IV, V는 RNA 바이러스이다. 코로나바이러스나 인플루엔자와 같은 감염원들이 여기에 속해 있다. RNA 바이러스는 세포핵이 아닌 세포질에서 숙주 세포의 전사 과정에 끼어들어 자신을 복제한다.

### 레트로바이러스
레트로바이러스는 유전체 안에 전사와 역전사 기능이 모두 들어 있는 바이러스이다. 볼티모어 분류법에서 VI는 RNA 레트로바이러스 VII는 DNA 레트로바이러스이다. 이들은 일종의 트로이목마 전략으로 복제를 한다. VI의 경우 먼저 RNA 상태로 숙주에 침입한 다음 역전사되어 DNA로 탈바꿈하여 숙주의 세포핵에서 복제된다. 일반적인 유전자 발현과는 순서가 정반대인 셈이다. 이때문에 숙주의 면역계가 항원을 인식하기 힘들다.

## 변이
바이러스는 자체 신진 대사를 하지 못하고 숙주에 기생해야만 존속할 수 있다. 복제 과정에서 바이러스 유전자는 숙주의 유전자와 섞이는 경우가 흔하기 때문에 변이가 빠른 편이다. 특히 인플루엔자와 같은 전염원이 속해있는 RNA 바이러스는 변이가 매우 빠르다.
바이러스의 변이와 숙주의 면역계는 서로 진화적 영향을 미친다. 항원 역할을 하는 바이러스의 인지질 구조가 바뀌면 면역계의 항체는 더 이상 항원을 감별하지 못하고 그 결과 바이러스의 대유행으로 번지게 된다. 인류는 역사적으로 이러한 변형된 감염원과의 관계 속에서 질병의 대유행과 소강을 반복해 왔다. 20세기 초 스페인독감과 같은 질병은 수 많은 사람의 희생을 불러일으키기도 하였다. 미생물학과 면역학의 발전으로 바이러스에 대한 백신을 공급할 수 있게 되면서 바이러스성 질병의 위험은 조금 낮아지게 되었지만, 지금도 백신이 없는 신종 바이러스는 위험한 유행병이다.  2019년 출현하여 세계적 대유행을 불러일으킨 코로나바이러스의 변종 코로나19는 이제까지 경험한 적이 없는 감염원이어서 인간이 갖고 있는 집단 면역을 무력화 시켰고 피해를 키웠다.